# Estadio Franso Hariri
El Estadio Franso Hariri (en árabe: ملعب فرانسو حريري) es un estadio de usos múltiples en Erbil, en el Kurdistán iraquí al norte de Irak. Actualmente se utiliza sobre todo para los partidos de fútbol y también cuenta con instalaciones para el atletismo. El estadio tiene una capacidad oficial de 28 000 espectadores, por lo que es el tercero más grande en Irak. El estadio fue construido sobre un antiguo campo de aviación en 1956 y fue reconstruido en 1992. El recinto deportivo fue el campo del antiguo club Brusk (rebautizado Al- Shurta Erbil ) y fue llamado "Estadio Erbil" hasta 2001. Recibió el nombre de Estadio Franso Hariri en honor del gobernador asesinado Franso Hariri, que apoyó los esfuerzos para renovar el estadio.
En julio de 2009 el estadio se convirtió en una de las sedes del equipo nacional de fútbol de Irak tras la luz verde de la AFC para albergar los equipos de clubes nacionales e iraquíes en Erbil. 